# NGC 5453
NGC 5453 – chmura gwiazd i obszar H II w galaktyce Messier 101 znajdującej się w gwiazdozbiorze Wielkiej Niedźwiedzicy. Odkrył ją 27 kwietnia 1851 roku Bindon Stoney – asystent Williama Parsonsa.

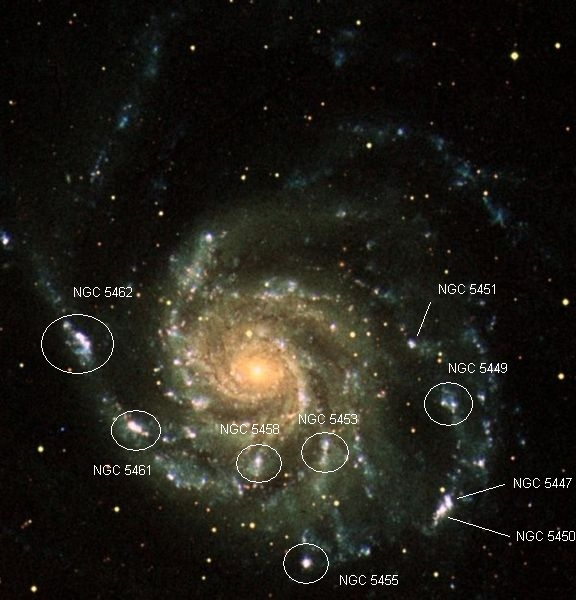
Galaktyka Messier 101. NGC 5453 to mały, jasny, podłużny obszar na prawo i poniżej od centrum galaktyki (zdj. NASA).